# جان إيميل هامبرت
جان إيميل هامبرت هو مهندس هولندي، ولد في 28 يوليو 1771 في لاهاي في هولندا، وتوفي في 20 فبراير 1839 في ليفورنو في إيطاليا.